# Pannenhuis
Pannenhuis – stacja metra w Brukseli, na linii 6. Znajduje się w gminie Laeken. Zlokalizowana jest pomiędzy stacjami Belgica i Bockstael. Została otwarta 6 października 1982.